# 布拉德伯里鎮區 (明尼蘇達州密爾湖縣)
布拉德伯里鎮區（英語：Bradbury Township）是位於美國明尼蘇達州密爾湖縣的一個行政鎮區。

## 地方資料
布拉德伯里鎮區的面積為94.81平方千米，當中陸地面積為94.74平方千米，而水域面積為0.07平方千米。根據2020年美國人口普查的數據，當地共有人口208人，而人口密度為每平方千米2.19人。